# Fiona Davis

Fiona Davis (2025)

Fiona Davis (Canadá, 14 de novembro de 1966) é uma esccritora canadense. 
Autora best-seller do New York Times, escreve romances de Ficção histórica inspirados na arquitetura da cidade de Nova York. Os romances de Davis são muitas vezes ambientados em edifícios icônicos em Nova York.

## Vida e educação
Davis nasceu no Canadá em 1966 e, na infância foi criada em Nova Jersey, Utah e Texas. É formada tanto pelo College of William and Mary quanto pela Escola de Jornalismo da Universidade Columbia.

## Carreira
Antes de começar sua carreira como romancista, Davis mudou-se para Nova York para prosseguir uma carreira como atriz.{ Mais tarde, ela se matriculou como estudante na Escola de Jornalismo da Universidade de Columbia, e depois de se formar, trabalhou como jornalista antes de começar sua carreira como romancista de Ficção histórica.

## Romances
Os romances de Davis incluem os seguintes: 
- The Spectacular, Penguin Random House, June 13, 2023
- The Magnolia Palace, Penguin Random House, January 24, 2022
- The Lions of Fifth Avenue, Penguin Random House, August 3, 2020
- The Chelsea Girls, Penguin Random House, July 29, 2019
- The Masterpiece, Penguin Random House, August 6, 2018
- The Address, Penguin Random House, July 31, 2017